# Sværdborg Sogn
Sværdborg Sogn er et sogn i Stege-Vordingborg Provsti (Roskilde Stift).
I 1800-tallet var Sværdborg Sogn et selvstændigt pastorat. Det hørte til Hammer Herred i Præstø Amt. Sværdborg sognekommune blev ved kommunalreformen i 1970 indlemmet i Vordingborg Kommune.
I Sværdborg Sogn ligger Sværdborg Kirke.
I sognet findes følgende autoriserede stednavne:
- Fuglebækshuse (bebyggelse)
- Hellevad (bebyggelse)
- Kastelev (bebyggelse, ejerlav)
- Klarskov (bebyggelse)
- Neble (bebyggelse, ejerlav)
- Neble Torp (bebyggelse, ejerlav)
- Over Vindinge (bebyggelse, ejerlav)
- Remkolde (bebyggelse, ejerlav)
- Skaverup (bebyggelse, ejerlav)
- Snertinge (bebyggelse, ejerlav)
- Snertingegård (ejerlav, landbrugsejendom)
- Svinninge (bebyggelse, ejerlav)
- Sværdborg (bebyggelse, ejerlav)
- Øager Huse (bebyggelse)